# ブラッド・ジェイコブス
ブラッド・ジェイコブス （Brad Jacobs 1985年6月11日 - ）は、カナダオンタリオ州スーセントマリー出身のカーリング選手である。現在、アルバータ州カルガリーを拠点とする自身のチームでスキップを務めている。彼はオリンピックでスキップとして参加し、2014年ソチオリンピックでカナダを金メダルをもたらした。オリンピック以外にも彼は、2013年のティムホートンズブライア選手権（英語: 2013 Tim Hortons Brier）でのスキップであり2013年世界選手権準優勝者（英語: 2013 World Men's Curling Championship）でもある。彼は12回もオンタリオ州北部（英語: Northern Ontario）のチャンピオンの座につくとともに、同じくオンタリオ州北部のジュニアチャンピオンの座にも一度座っている。
ジェイコブスを中心としたオリンピックの金メダルチームは、その体力の高さが有名であった。彼らは「フィットネスマニア」と呼ばれるほど、他のどのチームよりもカーリングの競技の進化を受け入ることに貪欲であった。
ジェイコブスはスーセントマリーでボブとシンシア・ジェイコブス（旧姓ハーデン）の息子として生まれた。

## 経歴

### ジュニア時代
1995年、ジェイコブスが10歳の時、トム・コールターマン（Tom Coulterman）コーチのもとでカーリングを始めた。コールターマンは彼に可能性を感じてチームを結成し、ジェイコブスはライアン・ハーンデン（英語: Ryan Harnden）の下でサードを務め、マット・プレモとスコット・シーブルックも加わりました。
ジェイコブスは高校生になると競技カーリングに参加し真剣にカーリングに取り組むようになった。
16歳以下のトーナメントではハーンデンの下でセカンドを務め、高校チームではE・J・ハーンデン（英語: E. J. Harnden）の下でセカンドを務めた。秋には、E・J・ハーンデンがスキップ、ライアンがセカンド、ジェイコブスがリードを務めるチーム編成を行った。
彼らはトーナメントで3位になった。2001年秋以降は、サードにカレブ・フラクシー（Caleb Flaxey）を加えた。
彼らはチームとして十分に自信を持ち始め、地元のクラブで開催されたリーガル・キャピタル・カーリング・クラシック（Regal Capital Curling Classic men's）の男子ボンシュピール（英語: Bonspiel）（カーリングにおけるトーナメント）に出場しました。このトーナメントにはには、アル・ハーンデン（Al Harnden）がスキップを務め、エリック・ハーンデン（Eric Harnden）が参加したチームなど地域のトップチームのほとんどが参加した。
1998年オリンピックカーリング男子チャンピオンのパトリック・ハーリマン（英語: Patrick Hurlimann）もトーナメントに参加した。抽選の結果初戦でハーリマンと対戦し5対3で勝利した。フラクシーはスー・スター紙の取材に対して「我々がリードを奪った瞬間、彼らはショックを受けていたようでした。」と語った。ハーリマンは「彼らは将来有望な選手になる」と確信することになった。
ジェイコブスはジュニア時代も成功を収め、 2005年にはチームメイトのブレイディ・バーネット（Brady Barnett）、スコット・シーブルック（Scott Seabrook）、スティーブ・モロドウィッチ（Steve Molodowich）とともにオンタリオ州北部ジュニア男子選手権で優勝した。これにより彼らはオンタリオ州北部の代表として2005年カナダジュニアカーリング選手権（英語: 2005 Canadian Junior Curling Championships）に出場した。カナダジュニア選手権では、ジェイコブスはチームを8勝4敗の成績に導き4位に入ったがプレーオフに進出できなかった。

### シニア時代
その後、ジェイコブスは叔父のアル・ハーデン（Al Harnden）のもとでプレーするようになった。チームでは最終投擲者になった。
チームは2007年のティムホートンズ・ブライアー（英語: 2007 Tim Hortons Brier）で5勝6敗の成績でシーズンを終えた。
ジェイコブスは2008年のティムホートンズ・ブライアー（英語: 2008 Tim Hortons Brier）に、同じく叔父のエリック・ハーデン（Eric Harnden）の補欠として参加した。2008年、ジェイコブスは従兄弟（エリックの息子）のE・J・ハーンデンとライアン・ハーンデン、そしてケイレブ・フラクシー（英語: Caleb Flaxey）とともに自分のチームを結成した。チームは2010年にオンタリオ州北部のタイトルを獲得し、2010年のティムホートンズ・ブライアー（英語: 2010 Tim Hortons Brier）に出場してプレーオフに進出した。これは1993年のラバット・ブライアー（英語: 1993 Labatt Brier）以来のオンタリオ州北部出身のチームとしての快挙であった。
ジェイコブスのチームは2011年のティムホートンズ・ブライアー（英語: 2010 Tim Hortons Brier）で再びオンタリオ州北部代表となり、7勝4敗でプレーオフを終えた。チームは2012年に再びティムホートンズ・ブライアー（英語: 2012 Tim Hortons Brier）に出場し5勝6敗でブライアーを終えた。翌年、2013年のティムホートンズブライアー（英語: 2013 Tim Hortons Brier）では、1985年以来初めてオンタリオ州北部からブライアーを制したチームとなった。この勝利によりチームは2013年世界男子カーリング選手権（英語: 2013 World Men's Curling Championship）にカナダ代表として出場する権利を得た。世界選手権の決勝でニクラス・エディン（英語: Niklas Edin）が率いるスウェーデンの敗れ、ジェイコブスのチーム銀メダルに終わった。しかし、彼のチームは2014年ソチオリンピックで男子決勝でイギリスを9対3で破り、初めて国際大会で優勝した。
オリンピックでの成功に続き、ジェイコブスらは2015年に再びティムホートンズ ブライアー（英語: 2015 Tim Hortons Brier）に進出した。1位でラウンドロビンでの戦績を10勝1敗に伸ばした後、1対2の試合に勝利して決勝に進み、ブライアーの前回優勝チームであるチームカナダ（スキップはパット・シモンズ（英語: Pat Simmons (curler)））と対戦したが敗れた。シーズン後半ジェイコブスのチームは2015年プレーヤーズチャンピオンシップ（英語: 2015 Players' Championship）で優勝し、キャリアではじめてグランドスラムにおいて優勝した。
2016年のティムホートンズブライアー（英語: 2016 Tim Hortons Brier）では、ジェイコブスチームは再びラウンドロビンを突破し、無敗で1位になった。しかしプレーオフでは苦戦し、ニューファンドランド・ラブラドール（ Newfoundland and Labrador）に敗れ、アルバータ（Alberta）に準決勝で敗れた。しかし、銅メダル獲得争いでは巻き返しマニトバ（Manitoba）を破って総合3位になった。
2016年〜2017年シーズンは、ジェイコブスのチームにとってワールドカーリングツアーにおいて今までで最高のシーズンとなり、2016年ブースト・ナショナル（英語: 2016 Boost National）と2017年ハンプティーズ・チャンピオンズ・カップ（英語: 2017 Humpty's Champions Cup）の2つのグランドスラムで優勝した。2017年ティム・ホートンズ・ブライアー（英語: 2017 Tim Hortons Brier）では、チームはラウンドロビンで8勝3敗の成績を収め、再びプレーオフに進出した。しかし、プレーオフの2試合とも敗れ4位に甘んじた。
ジェイコブスは2017年カナダオリンピックカーリング選考会（英語: 2017 Canadian Olympic Curling Trials）に出場し、再びオリンピック出場を目指したが、チームは3勝5敗という残念な成績でプレーオフ出場を逃した。チームは2018年ティムホートンズブライアー（英語: 2018 Tim Hortons Brier）で再びオンタリオ州北部代表となり、8勝3敗でプレーオフに進出したが、3対4の試合でアルバータ州のブレンダン・ボッチャー（英語: Brendan Bottcher）選手に敗れた。
翌シーズン、ジェイコブスチームは2018年ツアーチャレンジグランドスラムイベント（英語: 2018 Tour Challenge）で優勝した。1か月後、チームは2018カナダカップ（英語: 2018 Canada Cup）の決勝でケビン・コー（英語: Kevin Koe）のチームを破り優勝し、初のカナダカップタイトルを獲得した。チームには、2018年のレッドディアカーリングクラシック（英語: Red Deer Curling Classic）におけるスポーツマンシップに反する行動と過度の飲酒により休職中のライアン・フライの代わりとして、マーク・ケネディ（英語: Marc Kennedy）がサードとして出場した。チームは2019年のティムホートンズブライアー（英語: 2019 Tim Hortons Brier）で再びノーザンオンタリオを代表した。チームはラウンドロビンとチャンピオンシップラウンドを合わせて9勝2敗だった。ジェイコブスは次の試合でケビン・コーに敗れ、準決勝でブレンダン・ボッチャーに敗れチームは銅メダルに終わった。
翌シーズン、チームは正式にケネディをサードに加え、フライはジョン・エッピング（英語: John Epping）とプレーすることになった。最初のイベントである2019年AMJキャンベルショーティジェンキンスクラシック（英語: 2019 AMJ Campbell Shorty Jenkins Classic）では、チームは決勝まで無敗だったが、元チームメイトのフライの所属するチームエッピング（Team Epping）に敗れた。チームジェイコブスは、2019年ツアーチャレンジ、2019年ナショナル、2020年カナディアン・オープンの3つのグランドスラムイベントで連続優勝した。彼らは2020年のオンタリオ州北部男子プロビンシャルカーリング選手権（英語: 2020 Northern Ontario Men's Provincial Curling Championship）で6年連続優勝した。2020年のティムホートンズブライアー（英語: 2020 Tim Hortons Brier）では、2つのタイブレークにもつれ込んだしあいを戦い抜いたが、ニューファンドランド・ラブラドール州のブラッド・ガシュー（英語: Brad Gushue）に3対4の試合で敗れたが、すべて同じ日の試合だった。プレーヤーズチャンピオンシップとチャンピオンズカップのグランドスラムイベントの両方が新型コロナウイルス感染症のためにキャンセルされたため、これがチームにとってシーズン最後のイベントとなった。
チーム・ジェイコブスは、 2020年から2021年シーズン（英語: 2020–21 curling season）中に2つのツアーイベントに出場し、スチュワート・セルズ・オークビル・タンカード（英語: Stu Sells Oakville Tankard）で優勝し、アシュリー・ホームストア・カーリング・クラシック（英語: Nufloors Penticton Curling Classic）の予選で敗退した。オンタリオ州での新型コロナウイルス感染症のため、2021年の州選手権は中止された。現州チャンピオンとして、チーム・ジェイコブスは2021年のティム・ホートンズ・ブライアー（英語: 2021 Tim Hortons Brier）でオンタリオ州北部を代表する選手に選ばれた。[ 10 ]ブライアーでは、ジェイコブスが率いるチームは7勝5敗で6位に終わった。[ 11 ]彼らは2021チャンピオンズカップの準々決勝と2022プレーヤーズチャンピオンシップの準決勝に進出し、シーズンを締めくくった。
チーム・ジェイコブスは、2021年オークビル・レイバー・デイ・クラシック（英語: 2021 Oakville Labour Day Classic）で優勝し、2021～22年のカーリングシーズン（英語: 2021–22 curling season）をスタートさせた。翌月には2021年マスターズ決勝で敗退し、 2021年ナショナルではプレーオフにすら進出できなかった。チームは2021年カナダオリンピックカーリングトライアル（英語: 2021 Canadian Olympic Curling Trials）に出場し、ジェイコブスが監督として指揮をとり7勝1敗のラウンドロビンで首位タイの成績を収めた。その後、準決勝でケビン・コーのチームをを破り、決勝でブラッド・ガシューのチームに敗れた。チームは2022年オンタリオ州北部男子カーリング選手権（英語: 2022 Northern Ontario Men's Provincial Curling Championship）を勝ち抜き、優勝するまでに1敗しかし無かった。チームには、2022年のオリンピックでチームカナダの補欠としてプレーしていたケネディは不在であったが、彼に代わってジョーダン・チャンドラーが出場した。その後、チームは2022年のティムホートンズブライアー（英語: 2022 Tim Hortons Brier）でオンタリオ州北部を代表し、ジェイコブス監督の指揮の下、ラウンドロビンで6勝2敗の成績を収めた。これによりチームはチャンピオンシップラウンドに進出したが、サスカチュワン州のコルトン・フラッシュ（英語: Colton Flasch）のチームに敗れた。その後、チームは2022年プレーヤーズ・チャンピオンシップの準々決勝と2022年チャンピオンズカップの準決勝に進出しシーズンを終えた。
2022年3月、ジェイコブスは競技カーリングから身を引くことを発表した。しかし彼は2023年に復帰し、2023年カナディアン・オープンでリード・カラザース（英語: Reid Carruthers）率いるチームでサードとしてプレーした。ジェイコブスは今シーズンの残りのグランドスラム大会でチームのためにプレーすることを決めた。彼は2023年オンタリオ州北部男子プロビンシャルカーリング選手権（英語: 2023 Northern Ontario Men's Provincial Curling Championship）に出場し、ジョーダン・チャンドラー、カイル・チャンドラー、ジェイミー・ブロードのチームには勝利したがプレーオフに進出できなかった。
2023〜2024年のカーリングシーズン（英語: 2023–24 curling season）から、ジェイコブスはリード・カラザーズ（英語: Reid Carruthers）のチームにスキップとしてフルで参加した。チームは初のマニトバ州選手権（英語: 2024 Viterra Championship）で優勝し、ジェイコブスは2024年のモンタナズ・ブライアー（英語: 2024 Viterra Championship）で初めてマニトバ州を代表した。

#### エイトエンダー
2012年ドミニオン・ノーザンオンタリオ男子カーリング選手権（英語: The Dominion 2012 Northern Ontario Men's Curling Championship）の準決勝で、ジェイコブスとチームは第6エンドで8得点を挙げエイトエンダー（英語: Eight-ender）を達成し、14対3で勝利した。

## 私生活
ジェイコブスは1985年6月11日、スーセントマリー生まれ。アルゴマ大学（英語: Algoma University）で地理学の学士号を取得。現在はワールドファイナンシャルグループ（英語: World Financial Group）のシニアマーケティングディレクターとして勤務。ショーナ・ジェイコブスと結婚し、2人の子供がいる。

## グランドスラムの記録
| 略語の説明 | 略語の説明         |
| ---------- | ------------------ |
| C          | 優勝               |
| F          | 準優勝             |
| SF         | ベスト4            |
| QF         | ベスト6・ベスト8   |
| R16        | ベスト16           |
| Q          | 予選敗退           |
| T2         | ティア2（2部）出場 |
| DNP        | 大会不参加         |
| N/A        | 開催せず           |

| Event              | 2009–10 | 2010–11 | 2011–12 | 2012–13 | 2013–14 | 2014–15 | 2015–16 | 2016–17 | 2017–18 | 2018–19 | 2019–20 | 2020–21 | 2021–22 | 2022–23 | 2023–24 | 2024–25 |
| ------------------ | ------- | ------- | ------- | ------- | ------- | ------- | ------- | ------- | ------- | ------- | ------- | ------- | ------- | ------- | ------- | ------- |
| ツアーチャレンジ   | N/A     | N/A     | N/A     | N/A     | N/A     | N/A     | QF      | Q       | SF      | C       | C       | N/A     | N/A     | DNP     | QF      | QF      |
| カナダオープン     | DNP     | DNP     | QF      | F       | DNP     | QF      | Q       | SF      | SF      | QF      | C       | N/A     | N/A     | Q       | Q       | QF      |
| ナショナル         | Q       | DNP     | DNP     | QF      | Q       | F       | QF      | C       | Q       | QF      | C       | N/A     | Q       | DNP     | Q       |         |
| マスターズ         | DNP     | Q       | Q       | QF      | DNP     | SF      | QF      | F       | QF      | Q       | QF      | N/A     | F       | DNP     | QF      |         |
| プレイヤーズ       | DNP     | Q       | DNP     | SF      | F       | C       | F       | QF      | Q       | QF      | N/A     | SF      | QF      | Q       | Q       |         |
| チャンピオンカップ | N/A     | N/A     | N/A     | N/A     | N/A     | N/A     | DNP     | C       | Q       | QF      | N/A     | QF      | SF      | Q       | N/A     | N/A     |
| エリート10         | N/A     | N/A     | N/A     | N/A     | N/A     | SF      | DNP     | F       | QF      | SF      | N/A     | N/A     | N/A     | N/A     | N/A     | N/A     |

## Teams
| Season           | Skip                   | Third                    | Second                 | Lead                       |
| ---------------- | ---------------------- | ------------------------ | ---------------------- | -------------------------- |
| 2004–05          | ブラッド・ジェイコブス | ブレイディ・バーネット   | スコット・シーブルック | スティーブ・モロドウィッチ |
| 2006–07          | アル・ハーデン         | ブラッド・ジェイコブス   | ダスティ・ジャコマイト | ロブ・トーマス             |
| 2007–08          | アル・ハーデン         | ブラッド・ジェイコブス   | ダスティ・ジャコマイト | ロブ・トーマス             |
| 2008–09          | ブラッド・ジェイコブス | E. J. ハーデン           | ライアン・ハーデン     | カレブ・フラクシー         |
| 2009–10          | ブラッド・ジェイコブス | E. J. ハーデン           | ライアン・ハーデン     | カレブ・フラクシー         |
| 2010–11          | ブラッド・ジェイコブス | E. J. ハーデン           | ライアン・ハーデン     | スコット・シーブルック     |
| 2011–12          | ブラッド・ジェイコブス | E. J. ハーデン           | ライアン・ハーデン     | スコット・シーブルック     |
| 2012–13          | ブラッド・ジェイコブス | ライアン・フライ         | E. J. ハーデン         | ライアン・ハーデン         |
| 2013–14          | ブラッド・ジェイコブス | ライアン・フライ         | E. J. ハーデン         | ライアン・ハーデン         |
| 2014–15          | ブラッド・ジェイコブス | ライアン・フライ         | E. J. ハーデン         | ライアン・ハーデン         |
| 2015–16          | ブラッド・ジェイコブス | ライアン・フライ         | E. J. ハーデン         | ライアン・ハーデン         |
| 2016–17          | ブラッド・ジェイコブス | ライアン・フライ         | E. J. ハーデン         | ライアン・ハーデン         |
| 2017–18          | ブラッド・ジェイコブス | ライアン・フライ         | E. J. ハーデン         | ライアン・ハーデン         |
| 2018–19          | ブラッド・ジェイコブス | ライアン・フライ         | E. J. ハーデン         | ライアン・ハーデン         |
| 2019–20          | ブラッド・ジェイコブス | マーク・ケネディ         | E. J. ハーデン         | ライアン・ハーデン         |
| 2020–21          | ブラッド・ジェイコブス | マーク・ケネディ         | E. J. ハーデン         | ライアン・ハーデン         |
| 2021–22          | ブラッド・ジェイコブス | マーク・ケネディ         | E. J. ハーデン         | ライアン・ハーデン         |
| 2023 (playdowns) | ブラッド・ジェイコブス | ジョーダン・チャンドラー | カイル・チャンドラー   | ジェイミー・ブロード       |
| 2023 (Slams)     | リード・カラザーズ     | ブラッド・ジェイコブス   | デレク・サマガルスキ   | コナー・ニェゴヴァン       |
| 2023–24          | ブラッド・ジェイコブス | リード・カラザーズ       | デレク・サマガルスキ   | コナー・ニェゴヴァン       |
| 2024–25          | ブラッド・ジェイコブス | マーク・ケネディ         | ブレット・ギャラント   | ベン・ヘバート             |

## 記録
1. 1 2 3  Jacobs spared for Jason Gunnlaugson on Team リード・カラザーズ.